# Emotion (album Barbry Streisand)
Emotion – album amerykańskiej piosenkarki Barbry Streisand, wydany w 1984 roku.
Album promowały trzy single: „Left in the Dark”, „Make No Mistake, He’s Mine” w duecie z Kim Carnes i nagranie tytułowe. Wszystkie osiągnęły umiarkowany sukces na listach przebojów. Płyta dotarła do miejsca 19. amerykańskiego zestawienia Billboard 200 i została w USA certyfikowana jako platynowa.

## Lista utworów
Strona A
1. „Emotion” – 4:58
2. „Make No Mistake, He’s Mine” (duet z Kim Carnes) – 4:10
3. „Time Machine” – 4:56
4. „Best I Could” – 4:21
5. „Left in the Dark” – 7:13

Strona B
1. „Heart Don’t Change My Mind” – 4:56
2. „When I Dream” – 4:31
3. „You’re a Step in the Right Direction” – 3:53
4. „Clear Sailing” – 3:56
5. „Here We Are at Last” – 3:19

## Notowania
| Kraj                              | Pozycja |
| --------------------------------- | ------- |
| Austria                           | 13      |
| Holandia (MegaCharts)             | 12      |
| Kanada                            | 44      |
| Niemcy                            | 40      |
| Norwegia (VG-lista)               | 13      |
| Nowa Zelandia (RMNZ)              | 25      |
| Stany Zjednoczone (Billboard 200) | 19      |
| Szwajcaria                        | 17      |
| Szwecja (Sverigetopplistan)       | 23      |
| Wielka Brytania (UK Albums Chart) | 15      |

## Certyfikaty
| Kraj                     | Certyfikat      |
| ------------------------ | --------------- |
| Kanada (Music Canada)    | złota płyta     |
| Holandia (NVPI)          | złota płyta     |
| Stany Zjednoczone (RIAA) | platynowa płyta |
| Wielka Brytania (BPI)    | złota płyta     |